# Газеев, Евгений Иванович
Евгений Иванович Газеев (род. 17 января 1950, Саранск) — российский политический деятель. Депутат Государственной Думы второго созыва (1995—1999).

## Биография
Свою трудовую деятельность начал в 1967 году в должности наладчика на заводе «Электровыпрямитель» в г. Саранске. С 1968 по 1970 г.г. проходил воинскую службу. В 1974 году вступает в КПСС, без отрыва от производства заканчивает исторический факультет МГУ им. Н. П. Огарева. 1976 года на партийной работе в том числе в должности инструктора Саранского горкома КПСС.
Работу в Государственной Думе Федерального Собрания Российской Федерации в должности штатного помощника депутата Е. А. Костерина по Республике Мордовия начал в 1993 году.
В 1995 году избирается депутатом ГД ФС РФ II созыва. Входит в состав фракции КПРФ, Комитета по делам общественных объединений и религиозных организаций.
С 2000 года работает на различных должностях государственного служащего в ГД ФС РФ. Награждён Почетной грамотой Совета Федерации Федерального Собрания Российской Федерации, присвоен классный чин «Государственный советник Российской Федерации II класса».